# Широконасінник великоцвітий
Широконасінник великоцвітий (Orlaya grandiflora) — вид квіткових рослин родини окружкових (Apiaceae).

## Біоморфологічна характеристика
Це однорічна рослина 10–70 см заввишки. Стебла прості чи розгалужені біля основи, голі. Листки 2–3 рази перисті, з лінійно-ланцетними, загостреними кінчиками; прикореневе листя 2–10 × 1.5–5 см, голе чи волосисте. Парасольки ≈ 5 см у діаметрі, з 5–12 променями. Пелюстки кремово-білі; зовнішні пелюстки крайових квіток 8–13(18) мм завдовжки, у 8–10 разів довші за інші. Чашечка із зубцями 0.3–1.3 мм, дельтовидно-шилоподібна. Плоди 6–11 × 4–6 мм, ребра плодів із 3 рядом гачкуватих шипиків. 2n=20.

## Поширення
Туреччина, Грузія, Європа (Албанія, Австрія, Бельгія, Болгарія, Чехія, Словаччина, Франція, Німеччина, Греція, Угорщина, Італія, Сан-Марино, Крим, Румунія, Іспанія, Швейцарія, Словенія, Хорватія, Боснія й Герцоговина, Сербія, Чорногорія, Македонія).
В Україні вид зростає на сухих схилах, узбіччях доріг — на Закарпатті, передгір'ях, рідко; у Криму, часто.